# День смеха
День смеха, День дураков — всемирный праздник, отмечаемый 1 апреля во многих государствах и странах.
Во время этого праздника принято разыгрывать друзей и знакомых или просто подшучивать над ними. Традиционно в таких государствах и странах, как Новая Зеландия, Ирландия, Великобритания, Австралия и Южная Африка, розыгрыши устраиваются только до полудня, а тех, кто шутит после этого времени, называют «апрельскими дураками».

## История
По мнению историка культуры, фольклориста М. И. Шахновича, День смеха восходит к обычаю проводов зимы, а также к культу древнеримского бога смеха, соответствующего в греческой мифологии Гелосу. Устраиваемый в честь бога смеха апрельский праздник после падения Римской империи получил распространение в Европе, а позднее и по всему миру. На генезис Дня обманов и розыгрышей от почитания римского бога смеха указывали и другие авторы. В 1509 году один французский поэт упомянул «Poisson d’Avril» (рус. Апрельская рыба), возможно, отсылая к празднику. Известно, что в 1539 году один фламандский дворянин разыграл своих слуг, дав им шуточные поручения первого апреля. Первое же прямое упоминание праздника датируется 1686 годом, когда Джон Обри упомянул «Fools Holiday» (рус. Праздник Дураков). Спустя десять лет несколько лондонцев пытались разыграть людей, зазывая на «мойку львов» в Тауэре.
Относительно происхождения весьма распространённого почти во всей Европе обычая обманывать 1 апреля своих знакомых, посылая их в разные стороны под различными предлогами (фр. poisson d' avril, англ. april-fool, нем. Aprilnarr, шотл. gowk), существуют различные мнения. До сих пор его обыкновенно объясняли воспроизведением судьбы Спасителя, присылаемого от Анны к Каиафе, от Пилата к Ироду. Это объяснение основывалось на том факте, что в Средние века во время праздника Пасхи, часто бывающего в апреле, эта сцена входила в состав религиозных представлений (мистерий). Другие видели в этом только намёк на изменчивость апрельской погоды. В древней Германии этот обычай был неизвестен и занесён туда, как предполагает Гримм, из Франции в последние столетия. Хотя происхождение его и там ещё не выяснено, но есть основание предполагать, что это остаток языческого, может быть, древнекельтского, праздника, отмечавшегося в связи с началом весны.
Итальянцы уверены, что в Древнем Риме в конце зимы отмечали праздник Глупых, который после смены календарей стал выпадать на 1 апреля.
Индусы убеждены, что праздник шуток зародился в древности именно в Индии. Его отождествляют с современным индийским фестивалем холи — праздником весны, цветения и всеобщей радости.
Переубедить же ирландцев невозможно, они считают, что День смеха появился во времена древних кельтов. Именно 1 апреля предки современных ирландцев отмечали его, а все шутки и розыгрыши были посвящены богу смеха.
В Исландии история гласит, что обычай обманывать 1 апреля был основан богами в память о Скадее, дочери Тиасса.
Многие европейские страны связывают возникновение Дня смеха со своими культурами. Все дело в том, что в Западной Европе в Средние века Новый год отмечали в конце финалом праздничной недели было 1 апреля.
9 августа 1564 года король Франции Карл IX Руссильонским эдиктом установил начало года на 1 января
. Ну а тех, кто по привычке продолжал праздновать Новый Год и преподносили в этот день друг другу подарки, в марте-апреле называли (April’s Fools) «апрельскими дураками».
В Англии считается, что потеряешь удачу, если разыграешь кого-то после полудня, шутки и розыгрыши приняты только в первой половине дня.
В Шотландии 1 апреля называют Днем кукушки (April Gowk Day) и отмечают в течение двух суток. Разыгранный в этот день человек слывет «разиней». Второй же день этого праздника имеет свое название — День хвоста (Taily Day) и имеет особую специфику, все шутки и розыгрыши этого дня, как говорят « ниже пояса», но со стороны спины.
Немцы считают, что 1 апреля является несчастливым днём, а также верят, что родившийся в этот день будет невезучим. В этот день в деревнях не работают, не начинают новых дел, не выпускают скот из стойл, а взрослые и дети обманывают друг друга, посылая выполнять невыполнимые поручения.
В 1444 г. в петиции, подготовленной в защиту Праздника Дурака для парижского факультета теологии, говорилось:
Подобная разрядка необходима, поскольку безумие, составляющее наше второе я, и, судя по всему, извечно присущее человеку, благодаря этому может прорываться наружу… Бочки с вином взрываются, если время от времени не вынимать затычку. А мы, люди, — плохо сколоченные бочки, которые вино мудрости разорвало бы, если бы оставалось в постоянном брожении под воздействием набожности и страха перед Господом. Поэтому в определённые дни мы позволяем себе безумства, чтобы потом с ещё большим усердием вернуться к служению Господу. 

### В России
Первый массовый первоапрельский розыгрыш состоялся в Москве в 1703 году. Глашатаи ходили по улицам и приглашали всех прийти на «неслыханное представление», устраиваемое немецкой театральной труппой. От зрителей отбоя не было. А когда в назначенный час распахнулся занавес, все увидели на подмостках полотнище с надписью: «Первый апрель — никому не верь!» (по сообщению историка Голикова И. И. — «Апреля первое число, а тем всё дело кончено, и завеса опущена»). Шахнович приводит сведения о близкой по содержанию мистификации к 1700 году.
В произведениях многих писателей и поэтов с конца XVIII века появлялись строчки про первоапрельские розыгрыши. Ещё в 1774 году Екатерина II в одной из любовных записок Г. А. Потёмкину писала:
Ныне вить не апрель первое число, что прислать бумагу и в ней написать ничего. Знатно сие есть следствие Вашего сновидения, чтоб лишней ласкою не избаловать. Но как я лукавству худо выучилась, то статься может, что иногда и я не догадываюсь, что безмолствие значит.
Пушкин писал в письме А. А. Дельвигу (октябрь — ноябрь 1825 года):
Брови царь нахмуря,
Говорил: «Вчера
повалила буря
Памятник Петра».
Тот перепугался:
«Я не знал!.. Ужель?» -
Царь расхохотался:
«Первый, брат, апрель!»
А. Н. Апухтин в своём стихотворении «Первое апреля» (1857 год) писал:
Денек весёлый! С давних пор
Обычай есть патриархальный
У нас: и лгать, и всякий вздор
Сегодня всем пороть нахально.
Хоть ложь-то, впрочем, привилась
Так хорошо к нам в самом деле,
Что каждый день в году у нас
Отчасти — первое апреля.
…
Традиция празднования 1 апреля на Руси берет свое начало из язычества. Существует мнение, что в дохристианские времена в этот день отмечали пробуждение Домового, который, как считалось, зимой впадал в спячку, как многие лесные духи и звери. Домовой просыпался недовольным, и встречать его надо было по-особенному. В этот день люди шутили, веселились, смеялись, встречая пробудившегося из спячки Домового. Было принято наряжаться в нелепые одежды, разыгрывать друг друга и валять дурака.

## Известные розыгрыши
- Десятичное время — распространённый розыгрыш, основанный на том, что время собираются официально заменить на десятичное[14].
- Apple покупает Beatles: запущенный некоторыми музыкальными журналистами слух, циркулирующий в музыкальной среде до сих пор[15].
- 1 апреля 1915 года, в разгар Первой Мировой войны, над немецким лагерем появился британский самолёт и сбросил огромную бомбу. Немцы бросились врассыпную, но взрыва не последовало. На бомбе красовалась надпись «С первым апреля!»[16].
- В 1957 году компания BBC опубликовала репортаж о небывалом урожае макарон в Италии. Компания получила немало писем-откликов: кто-то удивлялся, что макароны растут вертикально, а не горизонтально, кто-то просил выслать рассаду и лишь немногие высказывали лёгкую растерянность — ведь до сих пор они были уверены, что макароны изготавливаются из муки.
- Taco Liberty Bell[англ.]: в 1996 году компания Taco Bell объявила, что купила Колокол Свободы (англ. The Liberty Bell) ради уменьшения национального долга страны, и переименовала его в «Тако Колокол Свободы»[17] (англ. The Taco Liberty Bell).
- Воппер для левшей: в 1998 году Burger King сообщили, что придумали «Левосторонний Воппер», созданный специально для левшей[18]. В тот же день многие люди, приходя в их заведения, просили «старый» воппер для правшей[19].
- Переход соцсети ВКонтакте на дореформенную орфографию на первое апреля. При этом к соответствующей эпохе адаптируется и терминология, к примеру, вместо текстовых сообщений фигурируют письма.
- 1 апреля 2019 года заглавная страница в русской версии Википедии была представлена в дореволюционной орфографии до 1918 года. Если выбрать вкладку «Показать старую версію», загружалась современная орфография[20].
- В 2013 году Google разыграла пользователей «запуском» своей новой службы Google Nose (Нос), которая якобы может передавать запахи прямо на устройство, за которым работает пользователь[21]. На официальном канале компании на YouTube даже появилось рекламное видео[22]. Понять, что это розыгрыш, можно было, нажав кнопку «Нужна помощь?», последняя фраза на странице гласит: «С первым апреля!»[23].
- 1 апреля 2020 года заглавная страница в русской версии Википедии была представлена в стиле СССР. Вместо обычной надписи «Добро пожаловать в Википедию» появилась «Товарищ! Ты записался в Википедию?». Если выбрать вкладку «Верните как было!», то загружалась обычная версия главной страницы.
- В компьютерных онлайн-играх на 1 апреля иногда вводятся необычные игровые режимы[24].